# Бойлер
Бойлер (от англ. boiler — котёл, кипятильник) — разновидность водонагревателей, представляет собой теплообменник, в котором подогреваемая вода находится в трубах, а подогревающая среда (вода, пар) находятся снаружи от труб.
Помещение, где они стоят, называется бойлерная.
Как правило, при этом в русском языке непрофессионалы называют «бойлером» как нечто отличное от котла, хотя такое навязывание бытового понимания «бойлер» встречает устойчивое сопротивление в среде профессионалов. Согласно Правилам устройства и безопасной эксплуатации паровых котлов, бойлер — это синоним слова водоподогреватель: «устройство, обогреваемое паром или горячей водой, служащее для нагревания воды, находящейся под давлением выше атмосферного». Соответственно, котёл-бойлер — это паровой котёл, в барабане которого размещено устройство для нагревания воды, используемой вне самого котла, либо в естественную циркуляцию которого в процессе работы включён отдельно стоящий бойлер.
На ТЭЦ, АЭС и некоторых котельных бойлеры — это сетевые подогреватели, в которых вода теплосети обогревается паром от отборов турбин или от паровых котлов. В системах централизованного теплоснабжения бойлеры применяются для разделения магистральных и распределительных сетей, также в ТЭЦ предусматриваются пиковые бойлеры.
В быту бойлером часто называют любой водонагреватель: бойлер косвенного нагрева (греющим теплоносителем, получаемым от местного котла или теплосети), бытовой водогрейный котёл, электроводонагреватель и даже газовую колонку.
В отличие от остальных видов водонагревателей вода в бойлерах в штатном режиме никогда не доходит до кипения, а подогревается только до необходимой температуры.